# Julius Price
Julius Price, född 12 juni 1833 i Nizjnij Novgorod, död 24 januari 1893 i Wien, var en dansk dansare. Han var son till James Price den yngre och farbror till Ellen Price.
Julius Price var från 1855 anställd vid Wienoperans balett, där han som karaktärsdansör nådde en ansedd ställning, och senare blev han professor vid Wiens konservatorium.